# Cemex
Cemex (acronyme de Cementos Mexicanos, français : Ciments mexicains) est une entreprise de matériaux de construction ayant son siège social à Monterrey au Mexique. Comme ses concurrents directs, Cemex est actif dans le ciment, le béton et les granulats. À la différence de ses concurrents cependant, le béton représente une part aussi importante de son chiffre d'affaires que le ciment (40 %). L'entreprise détient une part de marché volumineuse dans plusieurs pays comme la France avec 19 % de marché[Quand ?].  Cemex occupe le premier rang mondial pour la production de béton[réf. nécessaire].
Implanté dans différentes régions du monde, Cemex est particulièrement présent au Mexique, aux États-Unis et en Europe. Cemex emploie près de 40 000 personnes en 2018. Cemex est présent dans l'indice IPC de la Bourse du Mexique. En 2017, le groupe a lancé sa plateforme numérique Cemex Go.

## Historique
Cemex voit le jour avec l'ouverture de Cementos Hidalgo, en 1906. Cementos Portland Monterrey est fondée en 1920, et en 1931, les deux sociétés fusionnent, pour devenir Cementos Mexicanos, soit Cemex. 
Dans les années 1960, Cemex grandit en devenant acquéreur d'autres sites de production à travers le Mexique. En 1976, la société est cotée à la Bourse du Mexique, et cette même année, devient le premier producteur de ciment du Mexique avec l'acquisition de trois sites de Cementos Guadalajara.

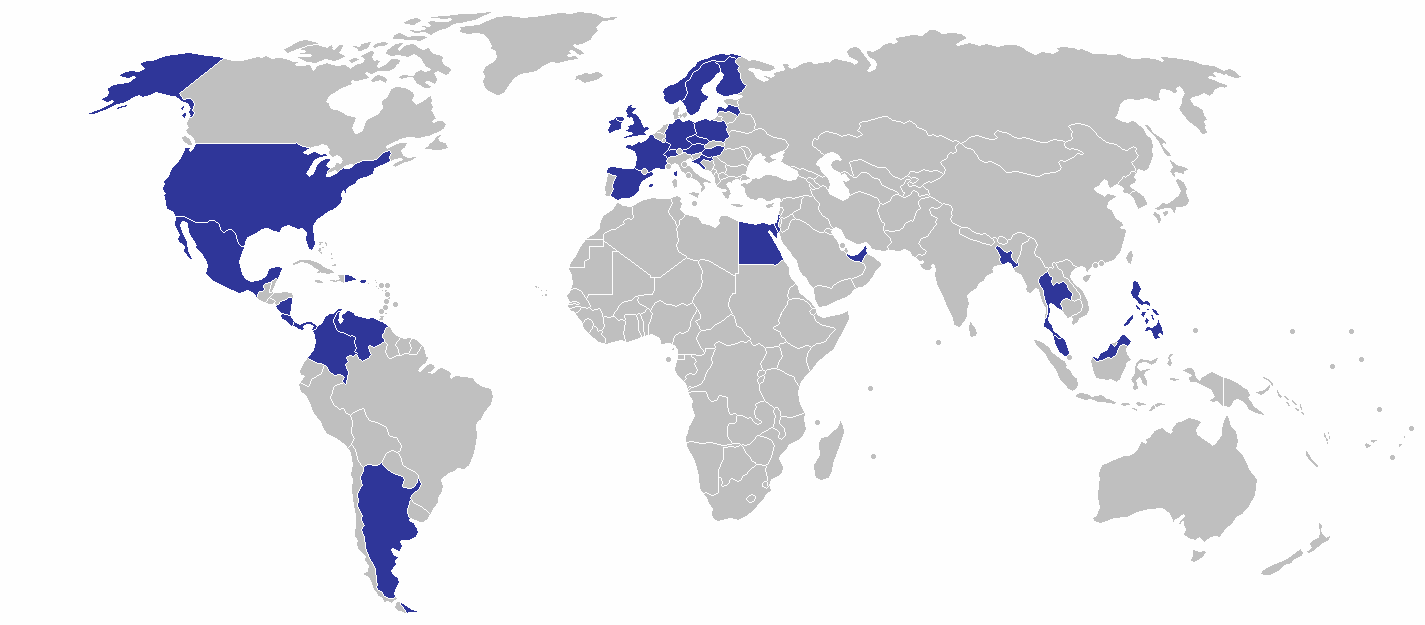
Unités de production de Cemex dans le monde.

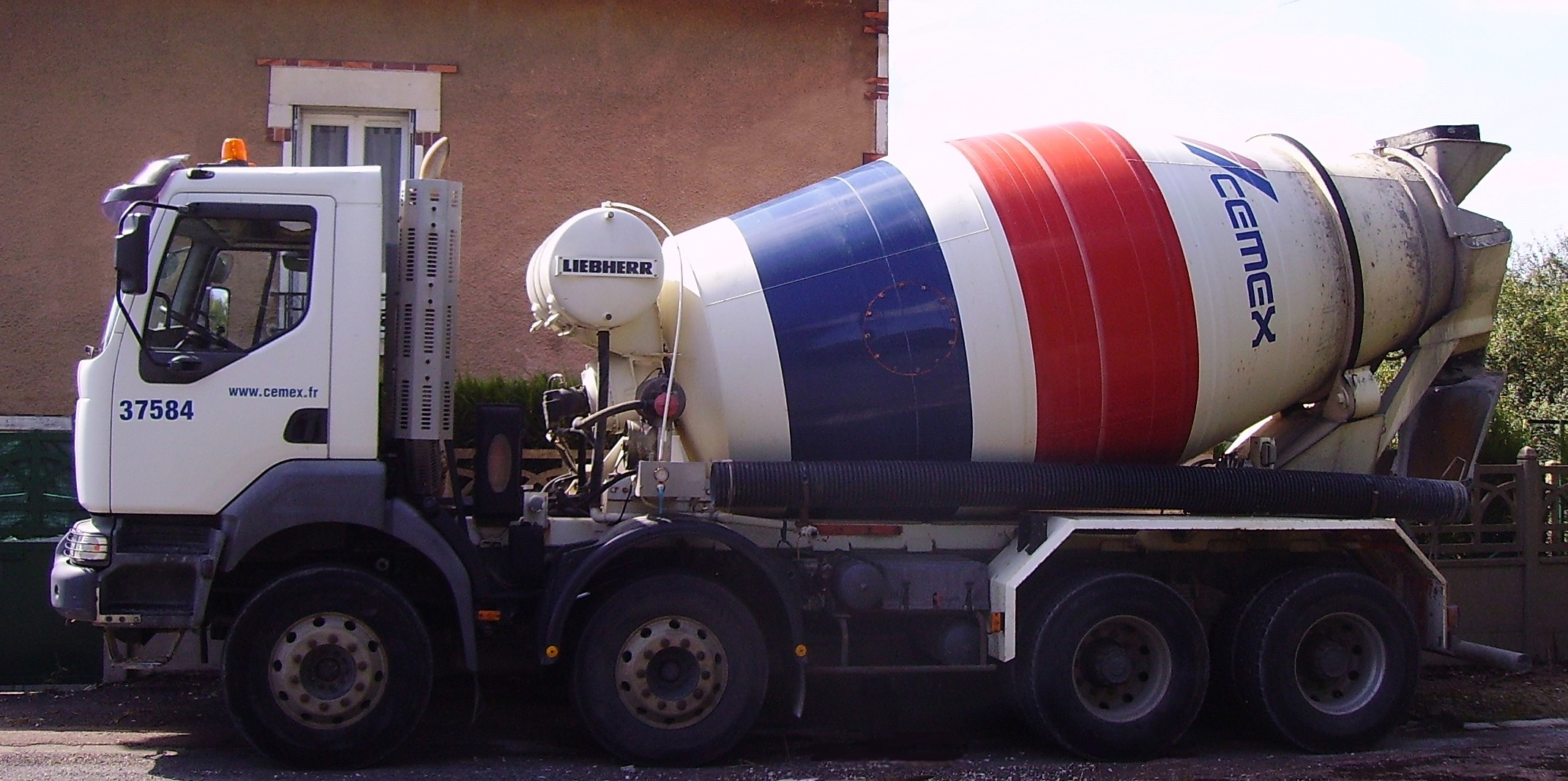
Camion malaxeur aux couleurs de l'entreprise.

En 1982, la société développe sa production outre-mer, doublant ses exportations. 
Plusieurs acquisitions de sociétés de ciment mexicaines sont réalisées entre 1987 et 1989, ce qui fait de Cemex une des dix sociétés les plus importantes au niveau mondial dans le ciment. En 1992, Cemex entame sa croissance internationale avec l'acquisition des deux plus grandes sociétés de ciment espagnoles. C'est au tour de la plus grande société du Venezuela, Vencemos, d'entrer dans le giron du groupe en 1994, et d'autres acquisitions ont lieu la même année aux États-Unis et au Panama. En 1995, Cemex acquiert une société de ciment dans la République dominicaine.
Le 1er mars 2005, Cemex finalise l'acquisition pour 5,8 milliards de dollars du groupe basé à Londres, RMC Group, ce qui fait de Cemex le leader mondial de la production de béton prêt à l'emploi,. Cette acquisition augmente sa couverture des marchés européens. Avec cette acquisition, la société espère voir sa production annuelle de ciment augmenter de 97 millions de tonnes, et elle pourrait voir ses ventes annuelles atteindre 15 milliards $, très près du leader mondial, Lafarge qui pour sa part a un volume de chiffre d'affaires de 17 milliards $.
En octobre 2006, Cemex lance une offre d'acquisition sur Rinker Group, cimentier australien très présent aux États-Unis, pour dans un premier temps 12,8 milliards de dollars avant de l'augmenter à 14,2 milliards de dollars. Cette offre d'acquisition réussit  malgré les réserves des autorités de la concurrence américains, qui demandent la vente de 39 unités de productions en Floride et en Arizona.
Le 19 août 2008, dans le cadre de son plan de nationalisation de l'industrie du ciment (après le pétrole et les télécommunications), le président vénézuélien, Hugo Chávez, a exproprié la filiale locale de Cemex (qui détient près de 50 % du marché vénézuélien), après que l’entreprise a refusé l’indemnisation de 650 millions de dollars proposée par le gouvernement de Caracas. En effet, le cimentier mexicain réclame 1,3 milliard de dollars. Cemex a annoncé qu’elle allait présenter une demande d’arbitrage international, jugeant la mesure illégale. L’expropriation de Cemex devait permettre à l’État vénézuélien de mettre la main sur 90 % de l’industrie du ciment du pays, après un accord de cession de leurs filiales conclu, également le 19 août, avec le français Lafarge et le suisse Holcim.
En août 2016, Cemex annonce la vente de certains de ses actifs aux États-Unis au Grupo Cementos de Chihuahua pour 306 millions de dollars.
En novembre 2017, le groupe lance sa plateforme numérique Cemex Go.
En décembre 2021, Cemex annonce la vente de ses activités au Costa Rica et au Salvador à Cementos Progreso pour 335 millions de dollars.